# Seis Leyes

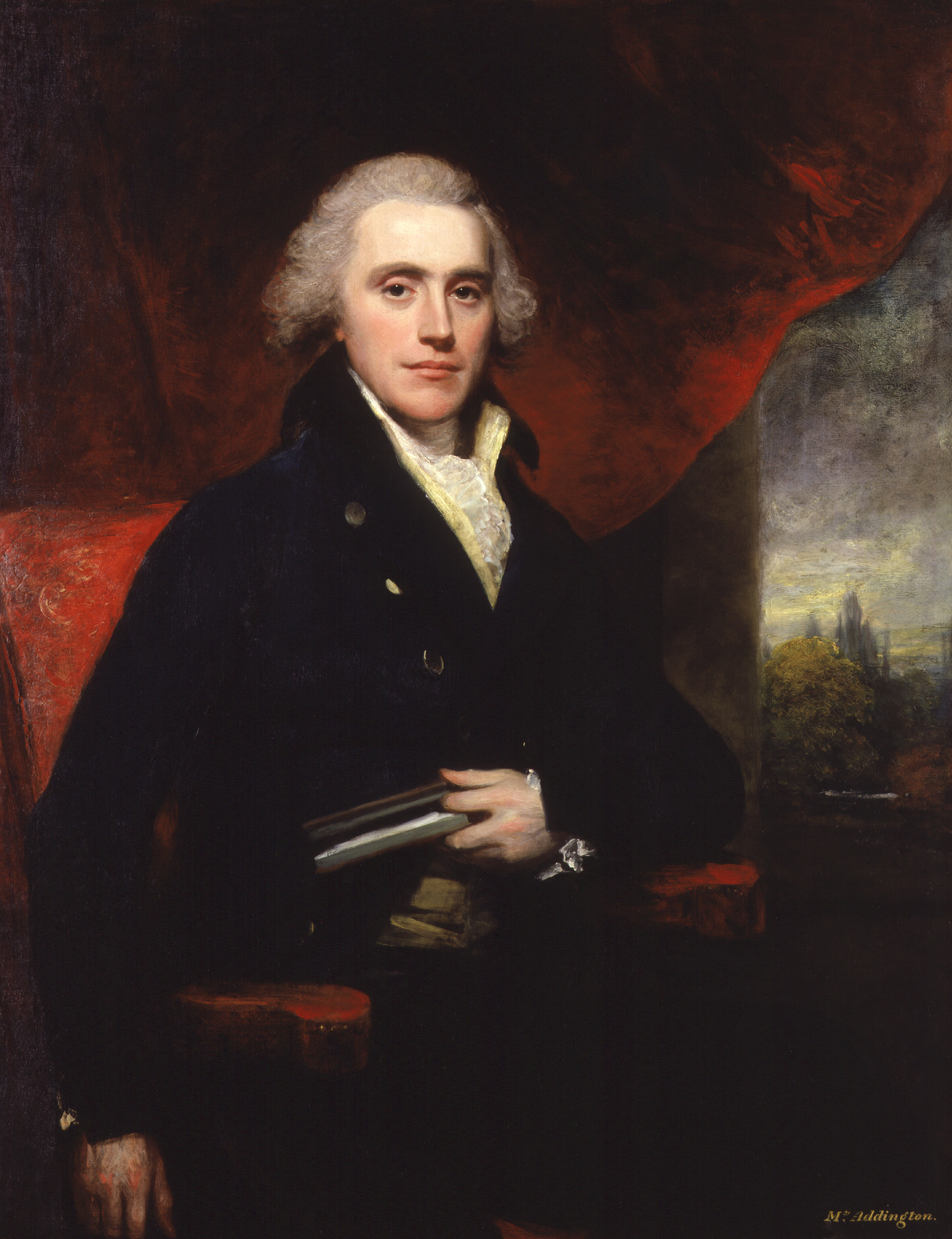
Henry Addington, Ministro del Interior del Reino Unido (1812-1822), presentó las Seis Leyes al parlamento.

En el Reino Unido, tras la masacre de Peterloo el 16 de agosto de 1819, el Gobierno británico actuó para impedir cualquier disturbio futuro mediante la introducción de una nueva legislación, las llamadas Seis Leyes que calificaron cualquier reunión a favor de reformas radicales como “un acto abierto de conspiración de traición”. El Parlamento del Reino Unido había sido reconvocado el 23 de noviembre y las nuevas leyes fueron presentadas por el ministro del Interior tory (conservador) Lord Sidmouth. La legislación fue aprobada para el 30 de diciembre, a pesar de la oposición de los whigs (liberales). Las leyes se dirigieron a amordazar a los periódicos radicales, impedir grandes reuniones, y reducir lo que el Gobierno veía como la posibilidad de una insurrección armada. Las leyes fueron presentadas por el primer ministro Lord Liverpool como parte de su enfoque represivo para Gran Bretaña, impidiendo así una revolución.
Las leyes fueron:
- La Training Prevention Act (Ley sobre Prevención del Entrenamiento), conocida ahora como la Unlawful Drilling Act 1819 (Ley de Instrucción Ilegal de 1819) (60 Geo. III & 1 Geo. IV c. 1), hacía susceptible de ser arrestada y encarcelada a cualquier persona asistente a una reunión con el propósito de recibir entrenamiento o instrucción en armas. Dicho más sencillamente, el entrenamiento militar de cualquier tipo había de ser dirigido solamente por cuerpos municipales y superiores.

- La Seizure of Arms Act (Ley de Incautación de Armas) (60 Geo. III & 1 Geo. IV c. 2) dio poderes a los magistrados locales para investigar cualquier propiedad privada de armas e incautarlas y arrestar a los propietarios.

- La Misdemeanors Act (Ley de Delitos) (60 Geo. III & 1 Geo. IV c. 4) trató de aumentar la velocidad de la administración de justicia reduciendo las oportunidades de caución y permitiendo un procesamiento más rápido.

- La Seditious Meetings Prevention Act (Ley de Prevención de Reuniones Sediciosas) (60 Geo. III & 1 Geo. IV c. 6) requería el permiso de un alguacil o magistrado para convocar cualquier reunión pública de más de 50 personas si el asunto de la reunión concernía a materias de “la Iglesia o el Estado”. No podían asistir a tales reuniones personas adicionales si no eran habitantes de la parroquia.

- La Blasphemous and Seditious Libels Act (Ley de Libelos Blasfemos y Sediciosos) (o Criminal Libel Act) (Ley de Libelo Criminal) (60 Geo. III & 1 Geo. IV c. 8),[1] endureció las leyes existentes para dictar sentencias más punitivas a los autores de tales escritos. La sentencia máxima fue incrementada a catorce años de reclusión penal.

- La Newspaper and Stamp Duties Act (Ley de Periódicos e Impuestos de Timbre) (60 Geo. III & 1 Geo. IV c. 9) extendió y aumentó los impuestos para cubrir aquellas publicaciones que habían rehuido el impuesto publicando opiniones y no noticias. Los editores también fueron obligados a depositar una fianza por su conducta.

Debido a la oposición whig, así como a condiciones más tranquilas en Europa, las Seis Leyes fueron finalmente desechadas. Quizá la más peligrosa para las libertades, la Ley de Prevención de Reuniones Sediciosas, fue derogada en 1824.